# Power of 10
Power of 10 is een Amerikaanse spelshow op CBS gepresenteerd door Drew Carey. De show werd sinds 7 augustus 2007 twee keer per week uitgezonden.

## Spelopzet

### Eerste ronde
In de eerste ronde nemen twee deelnemers het tegen elkaar op in drie vragen, deze vragen zijn gesteld aan meerdere Amerikanen. Hieruit moeten ze proberen zo dicht mogelijk bij het gemiddelde te komen. Wie na de drie vragen het beste gescoord heeft gaat door na de volgende ronde.

### Tweede Ronde
Tijdens de tweede ronde krijgt de winnende kandidaat van ronde een de kans om 10 miljoen dollar te winnen. Ze kandidaat krijgt vijf verschillende vragen waar de Amerikanen ook hebben op geantwoord.
Het doel is dan om te tussen twee verschillende getallen te raden waar de kandidaat denkt dat het gemiddelde uitkomt, dit gebeurt vijf vragen lang tenzij je eerder afvalt.
- Voor 1000 dollar mag je kiezen tussen 40 procent
- Voor 10.000 dollar mag je kiezen tussen de 30 procent
- Voor 100.000 dollar mag je kiezen tussen de 20 procent
- Voor 1 miljoen dollar mag je kiezen tussen de 10 procent
- Voor de 10 miljoen dollar moet je precies goed zitten met een speling van 1 procent.

## Overige landen
- Australië - In 2008 zal er op Nine Network een Australische versie komen.
- Frankrijk - TF1 zal binnenkort een eigen versie starten.
- Nederland
- Polen